# Alexandra Putra
Alexandra Putra (Olsztyn, 20 de septiembre de 1986) es una deportista polaca que compitió por Francia en natación. Ganó una medalla de oro en el Campeonato Europeo de Natación en Piscina Corta de 2008, en la prueba de 200 m espalda.

## Palmarés internacional
| Representando a Francia             |                  |                |               |
| Campeonato Europeo en Piscina Corta |                  |                |               |
| Año                                 | Lugar            | Medalla        | Prueba        |
| 2008                                | Rijeka (Croacia) | Medalla de oro | 200 m espalda |